# ノースマートルビーチ (サウスカロライナ州)
ノースマートルビーチ（英: North Myrtle Beach) は、アメリカ合衆国サウスカロライナ州東端のオリー郡に位置する都市である。2010年国勢調査での人口は13,752 人だった。1968年にマートルビーチ市の北にある4つの自治体の領域を合わせて設立され、サウスカロライナ州の大西洋岸に伸びるグランドストランドの中で主要な観光リゾート町の1つとなっている。マートルビーチ・ノースマートルビーチ・コンウェイ広域都市圏に属しており、都市圏人口は329,449 人である。

## 地理
ノースマートルビーチ市は北緯33度49分20秒 西経78度40分52秒 / 北緯33.82222度 西経78.68111度 (33.822216, -78.680974)に位置している。
アメリカ合衆国国勢調査局に拠れば、市域全面積は13.5平方マイル (35.0 km2)であり、このうち陸地13.0平方マイル (33.8 km2)、水域は0.5平方マイル (1.2 km2)で水域率は3.48%である
ノースマートルビーチの市域は以前の自治体の領域を元に4つの部分に分けられる。すなわちウィンディヒル、クレセントビーチ、オーシャンドライブ、チェリーグローブである。ノースカロライナ州に接する砂嘴になっている。南西にあるアトランティックビーチ町はノースマートルビーチに囲まれる形になっているが、上記の自治体合併時にも独自の町である道を選んだ。
現在の市政府は領域の併合による拡大政策を追求しており、2008年10月に広さ2.1平方マイル (5.4 km2) の領域を併合して、ノースカロライナ州境からマートルビーチ市境まで伸びることとなった。

## 人口動態
以下は2000年の国勢調査による人口統計データである。
| 基礎データ - 人口: 10,974 人 - 世帯数: 5,406 世帯 - 家族数: 3,130 家族 - 人口密度: 324.9人/km2（841.6 人/mi2） - 住居数: 18,091 軒 - 住居密度: 535.7軒/km2（1,387.5 軒/mi2） 人種別人口構成 - 白人: 94.50% - アフリカン・アメリカン: 2.31% - ネイティブ・アメリカン: 0.47% - アジア人: 0.64% - 太平洋諸島系: 0.14% - その他の人種: 1.06% - 混血: 0.89% - ヒスパニック・ラテン系: 2.36% | 年齢別人口構成 - 18歳未満: 13.8% - 18-24歳: 6.1% - 25-44歳: 25.9% - 45-64歳: 32.8% - 65歳以上: 21.5% - 年齢の中央値: 48歳 - 性比（女性100人あたり男性の人口） - 総人口: 99.5 - 18歳以上: 98.2 世帯と家族（対世帯数） - 18歳未満の子供がいる: 15.1% - 結婚・同居している夫婦: 47.5% - 未婚・離婚・死別女性が世帯主: 6.9% - 非家族世帯: 42.1% - 単身世帯: 33.2% - 65歳以上の老人1人暮らし: 11.0% - 平均構成人数 - 世帯: 2.03人 - 家族: 2.53人 | 収入と家計 - 収入の中央値 - 世帯: 38,787米ドル - 家族: 46,052米ドル - 性別 - 男性: 30,189米ドル - 女性: 22,119米ドル - 人口1人あたり収入: 27,006米ドル - 貧困線以下 - 対人口: 8.5% - 対家族数: 5.1% - 18歳未満: 12.8% - 65歳以上: 4.8% |

## 地区

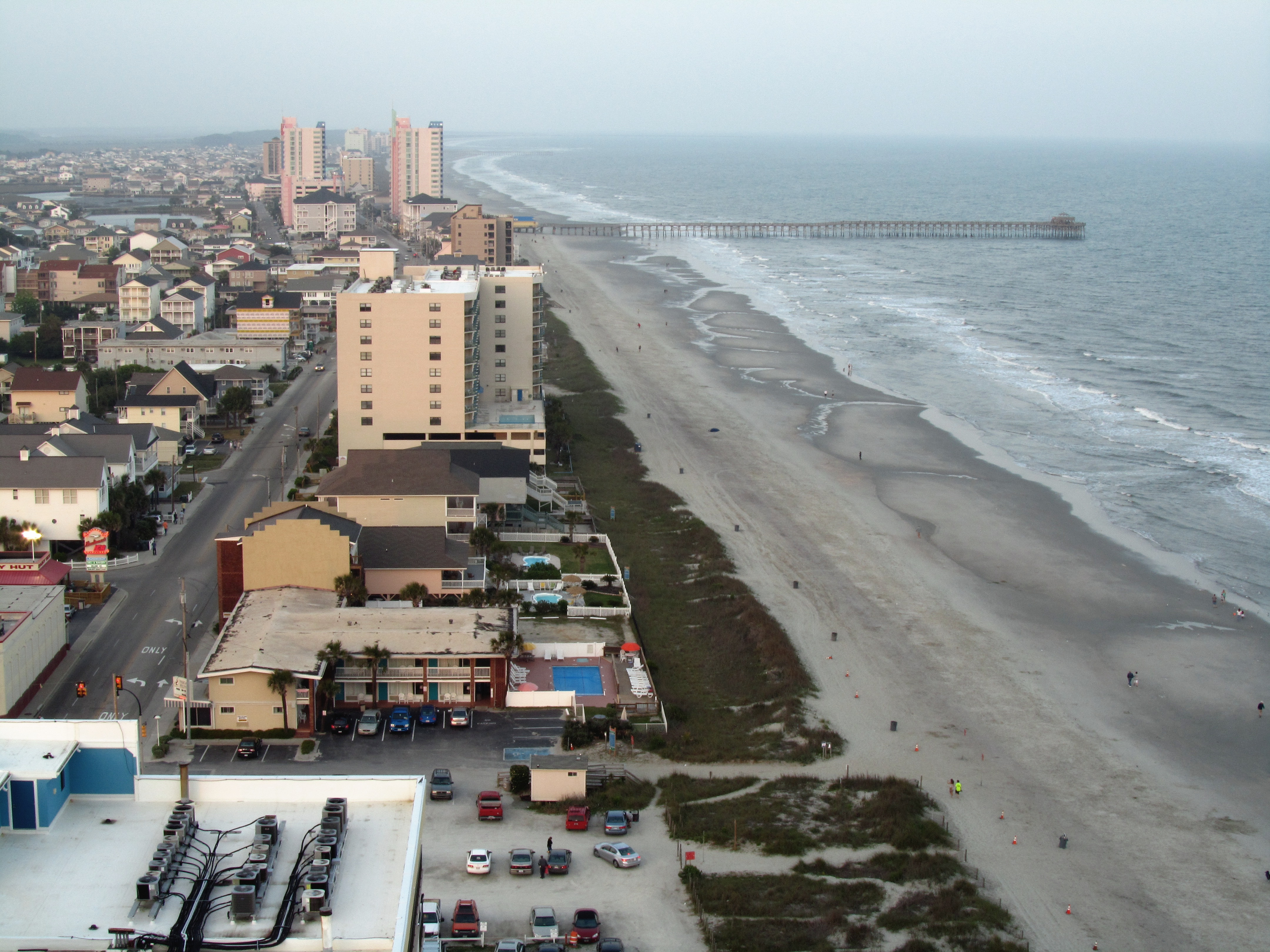
チェリーグローブ桟橋、2012年

- ベアフット
- チェリーグローブ
- クレセントビーチ
- ハリウッド
- イングラムビーチ
- オーシャンドライブビーチ
- ウィンディヒルビーチ

## 学校
- オーシャンドライブ小学校、幼稚園児から5年生
- リバーサイド小学校、幼稚園児から5年生
- ウォーターウェイ小学校、幼稚園児から5年生
- ノースマートルビーチ中学校、6年生から8年生
- ノースマートルビーチ高校、9年生から12年生

オーシャンドライブ小学校以外の4校は隣接する国勢調査指定地域のリトルリバーに位置している。

## 市政府
ノースマートルビーチは市政委員会・市マネジャー方式の政府を採用している。現市長はマリリン・ハットリーである。市政委員会は6人の委員で構成されており、市マネジャーを選任して市の日々の運営を任せている。
.
1968年5月7日、サウスカロライナ州議会がウィンディヒル、クレセントビーチ、オーシャンドライブ、チェリーグローブの4つの町を統合して、ノースマートルビーチ市を設立する法案を成立させた。2008年、市の設立40周年記念式典はオンライン・ニュースサイトの記事で見られる。

## 交通

### 道路
- サウスカロライナ州道9号線
- アメリカ国道17号線
- サウスカロライナ州道31号線
- サウスカロライナ州道65号線
- サウスカロライナ州道90号線
- ロバート・エッジ・パークウェイ

### 空路
ノースマートルビーチ中心部にはターミナル1つのグランドストランド空港があり、主に小型機に対応している。この空港は地元経済に1,010万ドルの効果を生んでいる。

### バス
ノースマートルビーチにはコーストRTA（地域交通局）がバス便を運行している。この組織は以前、ワッカモーRTAあるいはライモと呼ばれていた。

## 隣接する町
- アトランティックビーチ
- ブライアクリフエーカーズ
- リトルリバー